# Tom Schneider
Tom Schneider (Indianapolis, 24 december 1959) is een Amerikaans professioneel pokerspeler. Hij won zowel het $2.500 Omaha/Seven Card Stud Hi/Lo 8 or Better- als het $1.000 Seven Card Stud Hi/Lo 8 or Better-toernooi van de World Series of Poker 2007, goed voor hoofdprijzen van $214.347,- en $147.713,-. Onder meer deze resultaten bezorgden hem de titel WSOP Player of the Year 2007.
Schneider speelt op hoog niveau in verschillende varianten van het pokerspel. Behalve met het populaire Texas Hold 'em verdiende hij ook al substantiële bedragen met bijvoorbeeld Omaha, 7 Card Stud, 2-7 Draw en 8-Game. In de pokerwereld staat hij ook bekend onder de bijnaam Donkey Bomber. Op spelsite PokerStars.com gaat Schneider schuil achter de naam luvgamble.
Schneider won tot en met juni 2015 meer dan $2.350.000,- in pokertoernooien (cashgames niet meegerekend).

## Biografisch
Schneider werkte als boekhouder en Chief Financial Officer van verschillende bedrijven in Arizona voor hij in 2002 professioneel pokerspeler werd. Hij schreef het boek Oops! I Won Too Much Money: Winning Wisdom from the Boardroom to the Poker Table, waarin hij poker benadert vanuit een zakelijke invalshoek. Ook schreef hij columns voor de pokersite pokerati.com.
Schneider is getrouwd met Julie Schneider, die op de World Series of Poker 2009 voor het eerst ook in het prijzengeld eindigde op een WSOP-toernooi. In die jaargang haalde ze meteen ook voor het eerst een WSOP-finaletafel, door als derde te eindigen in het $2.500 Deuce to Seven Triple Draw-toernooi (achter winnaar Abe Mosseri en de Japanner Masayoshi Tanaka).

## Wapenfeiten
Behalve zijn WSOP-titels won Schneider hoge prijzengelden met onder meer zijn:
- vierde plaats in het $3.000 Pot Limit Hold'em-toernooi van de World Series of Poker 2002 ($29.600,-)
- derde plaats in het $5.000 Championship Event - No Limit Hold'em van de World Poker Tour World Poker Challenge 2006 ($256.115,-)
- zevende plaats in het $10.000 Championship Event - No Limit Hold'em van het WSOP Circuit 2006 - Caesars Las Vegas ($78.584,-)
- vijfde plaats in de $1.500 Limit Hold'em Shootout van de World Series of Poker 2006 ($28.610,-)
- vierde plaats in het $2.500 H.O.R.S.E-toernooi van de World Series of Poker 2007 ($54.769,-)
- vierde plaats in het $9.500 No Limit Hold'em - Championship Event van de WPT Legends of Poker 2007 ($228.625,-)
- achtste plaats in het 5.000 No Limit Hold'em - Championship Event van het WSOP Circuit 2007 ($20.652,-)
- derde plaats in het $2.350 No Limit Hold'em-toernooi van de Vegas Open 2007 ($22.248,-)
- vierde plaats in het $2.500 No Limit Hold'em-toernooi van de Doyle Brunson Five Diamond World Poker Classic 2007 ($34.415,-)
- achtste plaats in het $7.500 No Limit Hold'em - Championship Event van het WSOP Circuit 2008 ($37.991,-)
- twaalfde plaats in het $10.000 World Championship 8-Game van de World Series of Poker 2008 ($36.096,-)
- vijfde plaats in het $5.000 No Limit Deuce to Seven Draw-toernooi van de World Series of Poker 2008 ($104.101,-)
- 52e plaats in het $10.000 World Championship No Limit Hold'em van de World Series of Poker 2009 ($138.568,-)

## WSOP
| Jaar                       | Toernooi                                       | Prijs      |
| -------------------------- | ---------------------------------------------- | ---------- |
| World Series of Poker 2007 | $2.500 Omaha/Seven Card Stud Hi/Lo 8 or Better | $214.347,- |
| World Series of Poker 2007 | $1.000 Seven Card Stud Hi/Lo 8 or Better       | $147.713,- |
| World Series of Poker 2013 | $1.500 H.O.R.S.E.                              | $258.960,- |
| World Series of Poker 2013 | $5.000 H.O.R.S.E.                              | $318.955,- |